# 七牛岩
七牛岩（英語：Jeti-Ögüz Rocks）是一座坐落在吉尔吉斯斯坦伊塞克湖州杰季奥古兹区的地质保护区（自然纪念物）。为了保护其独特的地质构造——第三纪的红色砾岩构成的陡峭悬崖，而于1975年建立了保护区。其名字来源于该岩区近似七头牛形状的外观和一个关于可汗不忠的妻子的传说。附近的另一个岩区被称为“破碎的心脏”。该岩区在吉尔吉斯斯坦是一个知名的地标，被视为国家或地区的象征，因此而成为画作、歌曲甚至MV的主题。周边地区以其自然之美而闻名。